# Parafia Wniebowzięcia Najświętszej Maryi Panny w Rudach
Parafia Wniebowzięcia Najświętszej Marii Panny w Rudach należy do diecezji gliwickiej (dekanat Kuźnia Raciborska). Na terenie parafii znajduje się diecezjalne Sanktuarium Matki Boskiej Pokornej oraz Pocysterski Zespół Pałacowo-Parkowy wraz z Ośrodkiem Edukacyjno-Formacyjnym Diecezji Gliwickiej.

## Zasięg parafii
Do parafii należą wierni z następujących miejscowości: Rudy, Brantołka, Jankowice, Podbiała, Przerycie, Ruda Kozielska i Stodoły.

## Kościoły należące do parafii
- Bazylika Matki Bożej Pokornej - kościół parafialny, sanktuarium
- Kościół św. Marii Magdaleny - kościół cmentarny